# Kolonie Seebahn

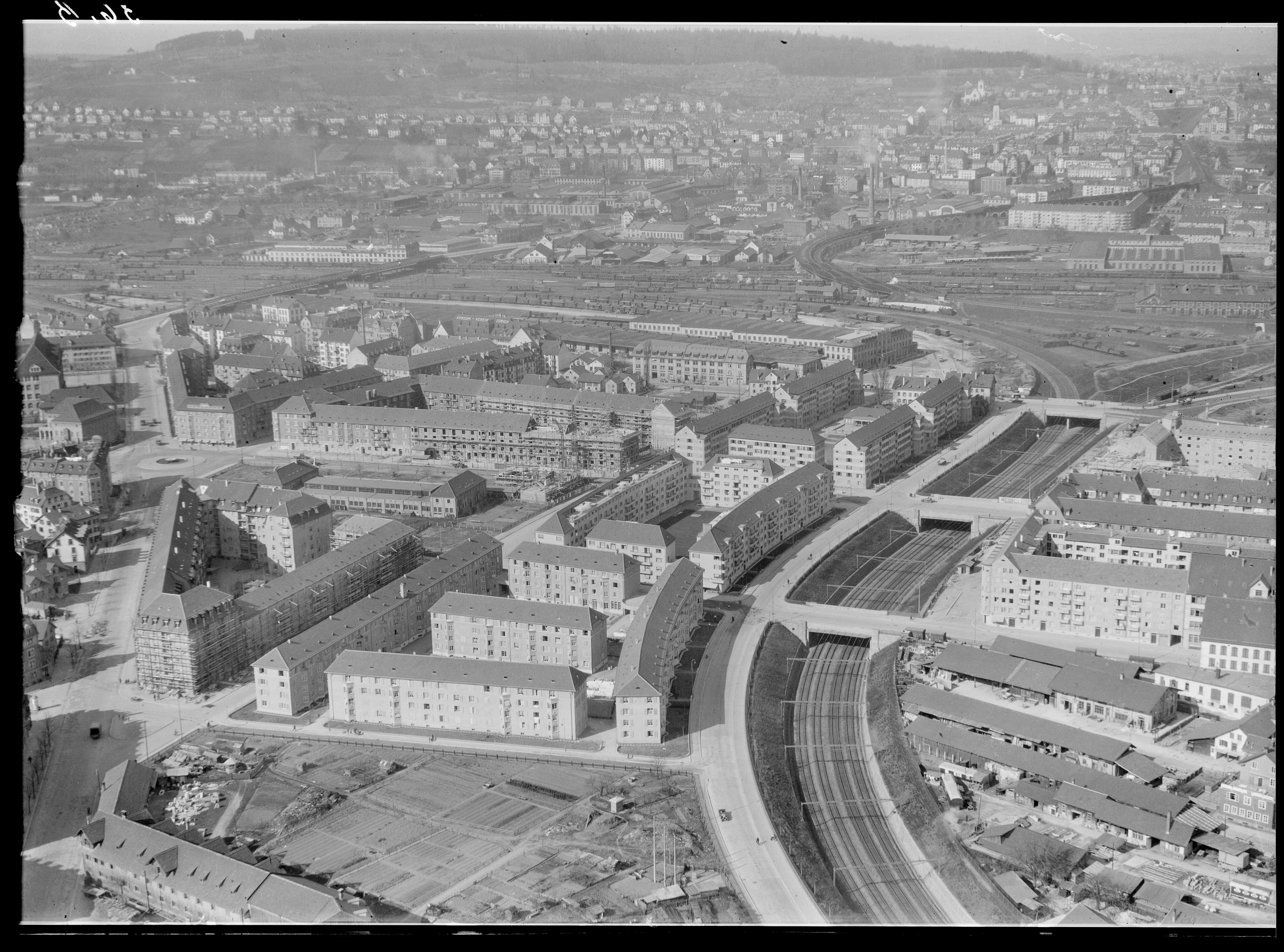
Zeitgenössische Aufnahme ca. 1930. Städtische Siedlung Erismannhof, BEP Kolonie Seebahnstrasse, ABZ-Siedlung Kanzlei.

Die Kolonie Seebahn ist eine genossenschaftliche Wohnsiedlung der Baugenossenschaft des Eidgenössischen Personals (BEP) in Zürich-Aussersihl. Sie ist aus der Zeit des Roten Zürich und war 1930 bezugsbereit. Die Wohnsiedlung ist umgeben von der Seebahnstrasse, der Kanzleistrasse, der Erismannstrasse und der Stauffacherstrasse. Sie steht in unmittelbarer Nachbarschaft zu den kommunalen Wohnsiedlungen Erismannhof und Lochergut und zur genossenschaftlichen Wohnsiedlung Siedlung Kanzlei der Genossenschaft der Allgemeinen Baugenossenschaft Zürich (ABZ).
Die Siedlung des Architekten Peter Giumini umfasst 113 Wohnungen, mehrheitlich für Familien. Die vierstöckigen Zeilenbauten mit Hochparterre sind an den Enden mit Verbindungsbauten zu einer Blockrandbebauung zusammengefasst. Im Erdgeschoss gibt es sechs Gewerbelokale. Die Siedlung zeichnet sich aus durch die grossen Dachterrassen zum Wäschetrocknen. Das Architekturbüro des Architekten Peter Giumini erstellte unter anderem  die stadtbekannte Gründersiedlung der Gemeinnützigen Baugenossenschaft Röntgenhof Zürich (GBRZ).
Wie die Siedlung Kanzlei ist auch die Kolonie Seebahn durch das Projekt des Ersatzneubaus, die Seebahnhöfe, vor der Zerstörung durch Abriss bedroht.
Das Städtische Quartiergebiet Hard, in dem sich die Genossenschaftsbauten befinden, ist im Bundesinventar der schützenswerten Ortsbilder (ISOS) mit der Erhaltensstufe A klassifiziert. Das Quartiergebiet wird 2014 in der Ortsbildaufnahme folgendermassen beschrieben:

«Hard, Quartierbereich zwischen Seebahneinschnitt und Hardau: geschlossene Bebauungsstruktur geprägt durch die in der Diagonale verlaufende Sihlfeldstrasse, dem ehem. sogenannten Schrägweg; die meisten Strassen mit Alleen; grosszügige, einheitliche Hofrandbebauungen wie Erismann- und Bullingerhof; Kindergärten und Spielwiesen in den Höfen, 1920/30er-Jahre; mehrheitlich erstellt durch die Stadt und Baugenossenschaften, eindrückliche Beispiele für die städt. Massnahmen gegen die Wohnungsnot der Zwischenkriegsjahre.»